# Bronisław Taban
Bronisław Taban, wlaśc. Bronisław Tannenbaum (ur. 26 listopada 1908 w Rzeszowie, zm. ?) – polski działacz partyjny i państwowy, inżynier mechanik, podsekretarz stanu w Ministerstwie Przemysłu Chemicznego (1951–1968).

## Życiorys
Syn Jakuba (Jakóba) i Pauliny. Od 1928 studiował na Wydziale Ogólnym Politechniki Lwowskiej, w 1934 ukończył Wydział Mechaniczny Politechniki Lwowskiej, podczas studiów pracując jako pomocnik maszynisty i tokarz. Od 1930 do 1934 członek Komunistycznego Związku Młodzieży Zachodniej Ukrainy pod pseudonimem „Kisz”, wstąpił także do Komunistycznej Partii Zachodniej Ukrainy. Pomiędzy 1934 a 1941 inżynier mechanik i główny energetyk w Rafinerii „Galicja” w Drohobyczu. Po ewakuacji w głąb Związku Radzieckiego od sierpnia 1941 zatrudniony jako starszy inżynier w Projektnej Organizacji „Basznefteprojekt” w mieście Sterlitamak, następnie od września 1942 w Projektnej Brygadzie „Azniefteproekta” w Uzbeckiej SRR i naczelnika Technologicznego Oddziału w Treście „Ferganorokerit” Kokandzie. W 1943 przyjęty do Związku Patriotów Polskich.
W 1945 w Moskwie wstąpił do Polskiej Partii Robotniczej, następnie w szeregach Polskiej Zjednoczonej Partii Robotniczej. Przybył na ziemie polskie, w 1945 obejmując stanowisko dyrektora Zakładów Chemicznych „Oświęcim”. Od stycznia 1971 do maja 1968 podsekretarz stanu w Ministerstwie Przemysłu Chemicznego.

## Odznaczenia
W 1950 odznaczony Orderem Sztandaru Pracy I klasy.